# Brúcteros
Os Brúcteros (em grego: Βρούκτεροι/Βουσάκτεροι; em latim: Bructeri; em alemão: Brukterer) formavam uma das principais tribos germânicas que se estabeleceu ao noroeste da Alemanha, entre os rios Lipa e as fontes do Ems, ao sul da Floresta de Teutoburgo, na atual Hanôver e Renânia do Norte-Vestfália em torno dos anos de 100 a.C. e 350. Naquela época a região se caracterizava por vastas áreas cobertas com densas florestas e poucos habitantes. Os Brúcteros viviam, em parte, pela caça, especialmente de agricultura e pecuária. Dividiam-se em dois assentamentos distintos: os Brúcteros menores (localizado no delta do Yssel) e os Brúcteros maiores que viviam ao sul dos anteriores, no final do Ems.

Mapa retratando as tribos germânicas por volta do ano de 50

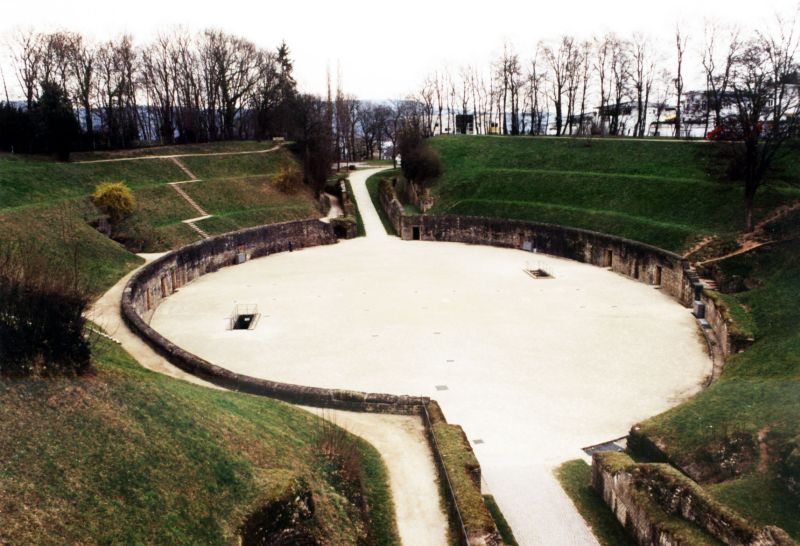
Anfiteatro de Tréveris onde Ascárico e Merogais foram executados com numerosos guerreiros Francos

## A Batalha da Floresta de Teutoburgo
Eles formaram uma aliança com os Queruscos, os Marsos, os Catos, os Caúcos e os Sicambros), a qual sob a liderança de Armínio, derrotou aos romanos, liderados pelo general Varo e aniquilou suas três legiões (as legiões romanas XVII, XVIII e XIX) na conhecida Batalha da Floresta de Teutoburgo, em 9 d.C..
Graças a esta façanha, um grande monumento de granito, seria erigido anos mais tarde (século XIX), perto de Detmold, em homenagem a Armínio (coloquialmente conhecido como "O alemão Hermann"). O monumento retrata, em uma interpretação bastante romântico, este chefe germânico com um capacete alado, com sua espada curta empunhada ao alto representando a vitória sobre a terra romana sob seus pés.
Seis anos da Batalha da Floresta de Teutoburgo, no ano de 14, o general romano Lúcio Estertínio, que servia ao imperador Júlio César Germânico, derrotou aos Brúcteros e devastou as suas terras. Entre os despojos capturados por Estertínio estava o estandarte da Águia Romana (da Legião XIX) que havia sido perdido na Floresta de Teutoburgo.

## A revolta batava
Recusando-se a curvar-se ao domínio romano, os Brúcteros declaram seu apoio a Caio Júlio Civil, o líder dos batavos em sua revolta contra Roma, em 69-70, e que ficou conhecida como rebelião batava.
O mais conhecido dentre os Brúcteros foi Veleda que era tida como profetisa, vidente e líder espiritual. Ela vivia em retiro em uma torre, nas proximidades do lip (hoje Vestfália e, segundo Tácito ela era uma virgem de alta estatura. Veleda exercia grande influência sobre o poder temporal e seu significado histórico vem através do Beiteiligung, onde ela previu a rebelião batava de Caio Júlio Civil, e a conseqüente vitória para este e para os germânicos insurgentes. Após a supressão da revolta batava, imposta por C. Rutílio Rufo em 77 ou 78 e sua consequente derrota, Veleda foi capturada, arrastada para Roma ("em triunfo"), aprisionada, onde provavelmente, morreu.
Os Brúcteros prisioneiros foram enviados várias vezes para as arenas e os jogos de circo.
Tácito diz que eles foram, então, destruídos (como os Ampsivários). Mas eles reaparecem mais tarde, talvez com ligações mais fortes com outros Francos. Eles repetidamente invadiram a margem esquerda do Reno através da realização de ataques, incluindo o do ano de 250, etc.

## A expedição franca contra Roma
Em 306, os Francos, liderados por Ascárico e Merogais (em francês: Ragaise), chamados de reis francos  atacam e saqueiam as fronteiras do Reno. Ascárico e Merogais, provavelmente, Brúcteros  eram os senhores da guerra, assim eleitos e proclamados pelos guerreiros das tribos como seus governantes.
A milícia Franca, invadiu o sul da Gália, através do Reno, enquanto Constâncio Cloro estava em campanha contra os pictos na Britânia. Aparentemente, os Francos ou Brúcteros (sua tribo) tinham feito um acordo prévio com a Roma, já que o sucessor de Cloro, seu filho Constantino I, procurou puni-los como traidores em seu retorno. Os dois chefes foram derrotados, capturados e executados "por seus crimes passados", um ato que "transformou o medo em lealdade de toda a raça", segundo um dos panegiristas anônimos do imperador. A execução teve lugar em uma das principais cidades da Gália, provavelmente Tréveris, capital de Constantino na Gália, e os dois francos e seus seguidores foram dilacerados por animais no anfiteatro ante uma grande multidão. Sua derrota foi seguida por uma expedição punitiva contra a tribo dos Brúcteros.

## A retaliação contra o Brúcteros
Tendo feito um exemplo de guerra dos dois líderes, Constantino julgou que não era o suficiente para uma lição eficaz. Além disso, "para que o inimigo não sofresse apenas com a  punição de seus reis",  ele decidiu realizar uma incursão punitiva aos Brúcteros, a tribo daqueles dois líderes executados. Os romanos viam-nos como importantes reis dos francos . Eles não eram, provavelmente, chefes de toda a confederação Franca, composta por todas as tribos à margem direita do Reno, mas eram provavelmente apenas os chefes eleitos para uma expedição ou campanha militar, os "chefes de guerra", ou comandantes da expedição. Constantino estava indo para responsabilizar todas as aldeias que haviam apoiado a expedição.
O Brúcteros foram localizados nas proximidades de Wuppertal , em frente ao local do futuro Dusseldorf, não longe, à cidade de franca de Colónia, mais tarde, a capital dos francos ripuários. Eles eram relativamente novos na área, haviam se instalado na região graças à aquiescência dos Úbios. Constantino atingiu aos Brúcteros em 308 de surpresa para impedi-los de escapar pelos bosques e pântanos. Ele matou ou capturou a população com as suas manadas e ainda queimou vários de seus povoados. Ele então fez uma seleção: 

"Os adultos capturados e, cuja inconfiabilidade os fizesse inaptos para o serviço militar e cuja ferocidade para a escravidão fosse provada, seriam entregues ao anfiteatro para a punição, e submetidos assim aos animais em fúria."

Constantino não despovoou a tribo [as tribos] ou a região, nem os sujeitou. Os limites do Império Romano permaneceu no rio Reno. Além disso, o Panegírico implica que, não não apenas os Francos mas também os prisioneiros de guerra foram incorporados às milícias romanas.
Em 310, Constantino I, saiu-se vitorioso nas campanhas contra francos e alamanos que haviam se unido aos Brúcteros, aos Camavos, aos Queruscos e aos Tubantes. Ascárico e Mérogaise foram capturados e atirados aos leões em Tréveris.
Em 388, eles se aliaram aos Catos e aos Ampsivários, sob a direção do chefe Franco Marcomero e devastaram a margem esquerda do Reno e Colónia. Durante o inverno de 389 , o general romano Arbogasto foi para Colónia e atravessando o Reno, devastou o país em retaliação a Brúcteros, cuja aldeia estava mais próxima à costa. Em seu auxílio ninguém se apresentou, se poucos ou nenhum guerreiros dos Catos ou Ampsivários.
Mas a 31 de dezembro de 406, como outros Francos, dirigidos pelo chefe dos Francos Faramundo, eles foram responsáveis pela defesa dos limes e pelo apoio ao império, uma vez que não participaram das invasões promovidas pelos Vândalos, Suevos e Alanos, que começaram em Mogoncíaco cruzando o Reno congelado.

## Os Francos ripuários
O Brúcteros foram eventualmente, tempos depois, absorvidos pelos Francos ripuários e, de acordo com Ferdinand Lot, eles constituem a sua maior parte (o termo aparece apenas em 727), com os Ampsivários e os Tencteros (talvez tenham eles se reagrupado, após várias derrotas contra Roma e os ataques dos alamanos e de outras invasões ao seu território). Depois de 410, eles se espalhariam por toda a margem ocidental do Reno até a Floresta Carbonária, de Colónia até Mogoncíaco, pelo Tréveris. Em 428, Aécio estando em Tréveris, os instala como aliados, em Colônia e Mogoncíaco. Eles teriam tomado a a região compreendida desde o rio Mosela até o Tréveris, após a morte de Aécio, em 454. Sua capital será Colónia. Este será o núcleo futuro da Austrásia.
A linguagem de Carlos Magno era o franco ripuário ou Brúctero.
A maior fonte de arquivos, documentos e escritos acerca da história desta tribo encontra-se em Soest, na Alemanha.

## Localização
Quando os romanos chegaram, várias tribos foram localizados na região dos Países Baixos, que residiam nas partes habitáveis mais altas, especialmente no leste e sul. Essas tribos não deixaram registros escritos. Todas as informações conhecidas sobre elas durante este período pré-romano é baseada no que os romanos, mais tarde, escreveram sobre as mesmas.

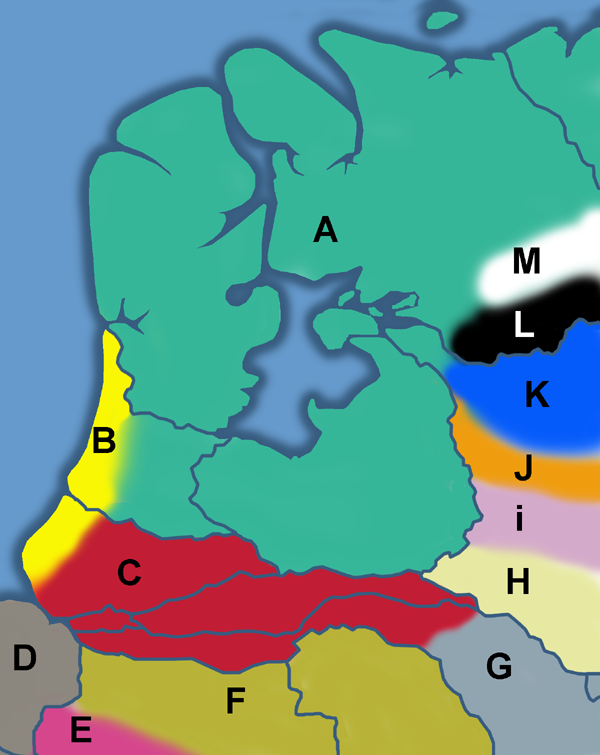
O local aproximado (hoje Holanda) onde as tribos germânicas se assentaram no século I. Os limites exatos são desconhecidos entretanto, e H a M em particular, não devem ser considerados como representações exatas.

As tribos mostrado no mapa à esquerda são:
- A. Frísios,
- B. Caninefates,
- C. Batavos,
- D. Marsos,
- E. Toxandros,
- F. Menápios,
- G. Ampsivários,
- H. Camavos,
- I. Sicambros,
- J. Brúcteros,
- K. Tubantes,
- L. Usípetes e
- M. Tencteros.

Outros grupos tribais não mostrados neste mapa, mas associado com a Holanda são:
- Ambianos,
- Catos,
- Catuários,
- Morinos,
- Salianos,
- Tungros e
- Úbios.